# Женский герб (геральдика)

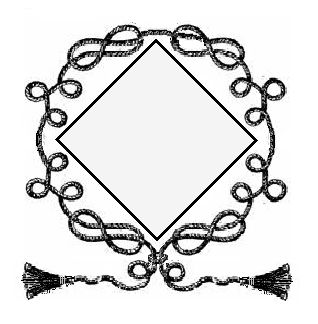

Женский герб — герб, употребляемый представителями женского пола из высокородных и благородных семей.

## История
История женских гербов уходит в Средние века, когда представители женского пола из семей, отмеченных титулом пэров, пользовались гербами родов, и для отличия внешнего декора их щитов (овальных или ромбовидных) употреблялось вервие (cordelliera), которое до конца XVI века не было исключительно женской принадлежностью, так как этой фигурой пользовались и некоторые короли. Французский король Франциск I, особенно почитавший своего покровителя святого Франциска Ассизского, который носил рясу, подвязанную вервием. Герцог Бретани Франциск пользовался этим украшением на век раньше, но для женских гербов это украшение введено в употребление королевой Анной Бретонской, оставшейся вдовой после смерти Карла VIII († 1498) и через год вышедшей замуж за Людовика XII.
Шнур, свитый из двух верёвок белого и чёрного шёлка, с кистями и так называемыми «савойскими» узлами («узлы любви» или «силки»), в действительности использовался и до смерти Карла. Королева Анна сделала его символом вдовства, завязав его узлами на манер французского вервия. В дальнейшем социальный статус женщины указывался или посредством вервия с узлами любви или посредством гирлянд, обвитых вокруг гербовых или семейных щитов.
Императрица Екатерина II Алексеевна (1762—1796) для своей частной корреспонденции пользовалась печатью, изображающей «узел любви» (lacs d’amour) между небом и землёй, с надписью «смерть едина мя развяжет».
В российской геральдике данные гербы практически не распространены, за исключением небольшого количества семейных гербов замужних женщин.

## Геральдика
В геральдическом техническом регламенте употребляются 3 вида женских гербов:
1. Незамужние женщины — могут носить герб фамилии на ромбовидной (или овальной) дощечке (или ярлыке), увенчанной короной их личного титула и окружённой серебряным развязанным шнуром (вервием) или гирляндой из роз.
2. Замужние женщины — носят знаки своего рода, а слева от них — инсигнии мужа с его короной. Они могут обрамлять щиты серебряным шнуром с «узлами любви» или двумя оливковыми ветвями, скрещёнными под оконечностями щитов и расходящимися к верху.
3. Вдовы — носят родовые знаки так же, как и замужние, но с вервием без узлов или с двумя пальмовыми ветвями, скрещёнными под оконечностью щита[1].